# Populus alba
Populus alba, el álamo blanco, álamo común o chopo blanco es un árbol de fronda perteneciente a las salicáceas. Otros nombres comunes o vulgares de esta especie son: álamo plateado o álamo afgano.

## Origen y hábitat
Es una especie originaria del Paleártico, su distribución natural abarca desde la Península ibérica y Marruecos hasta Asia central, estando presente en la mayor parte de la Europa templada. Crece en lugares húmedos, a menudo junto al agua, en regiones con veranos muy cálidos e inviernos frescos. 
También crece naturalizado en latitudes templadas de Sudamérica.

## Descripción
Cuerpo

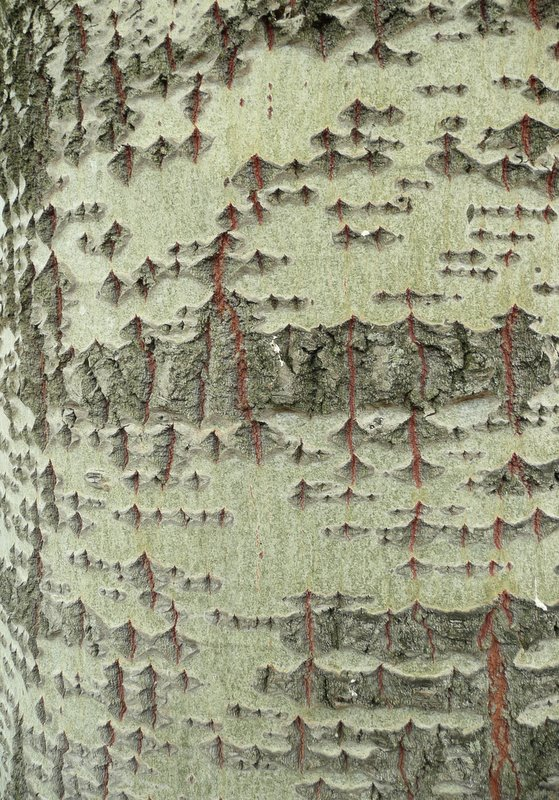
Corteza.

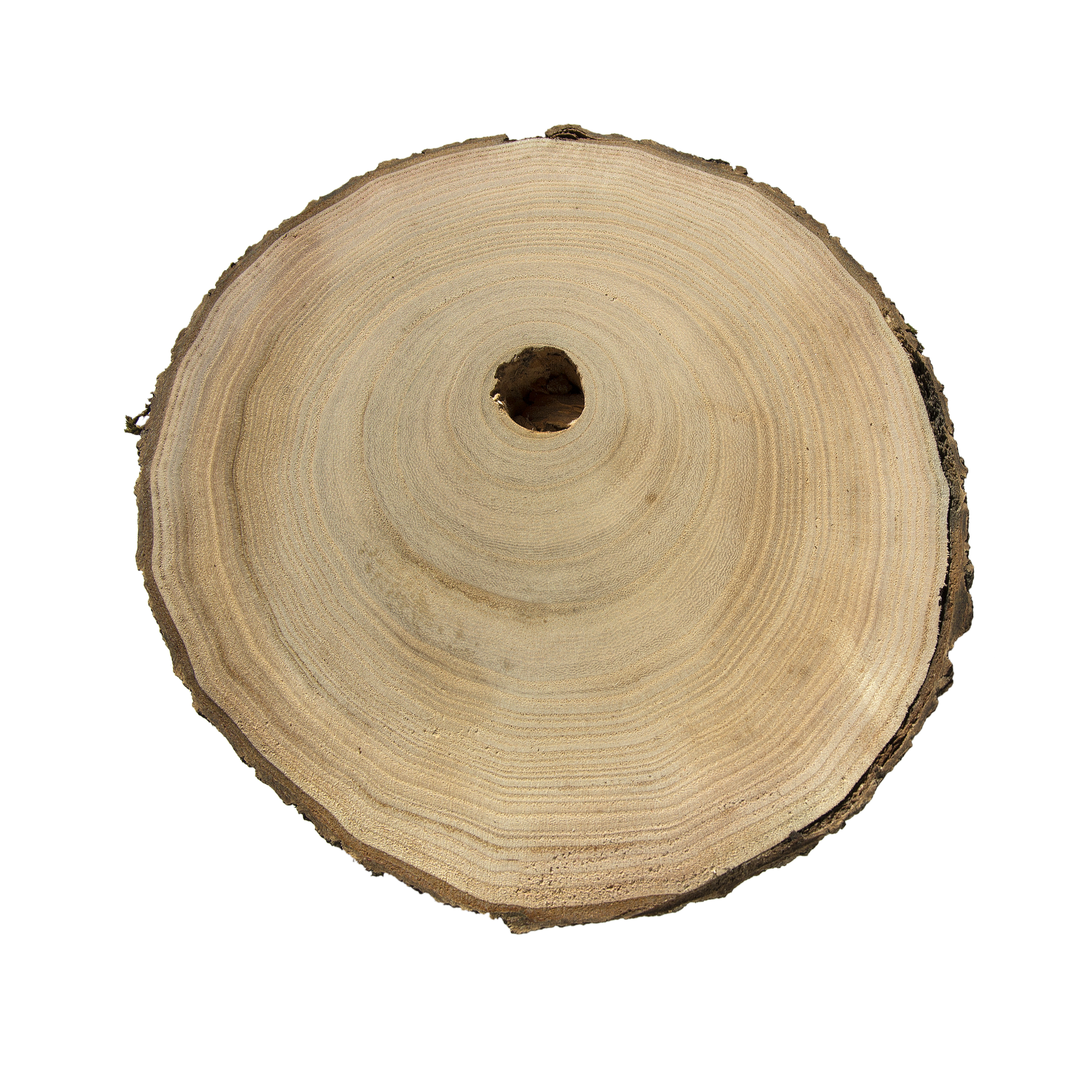
Populus alba - MHNT

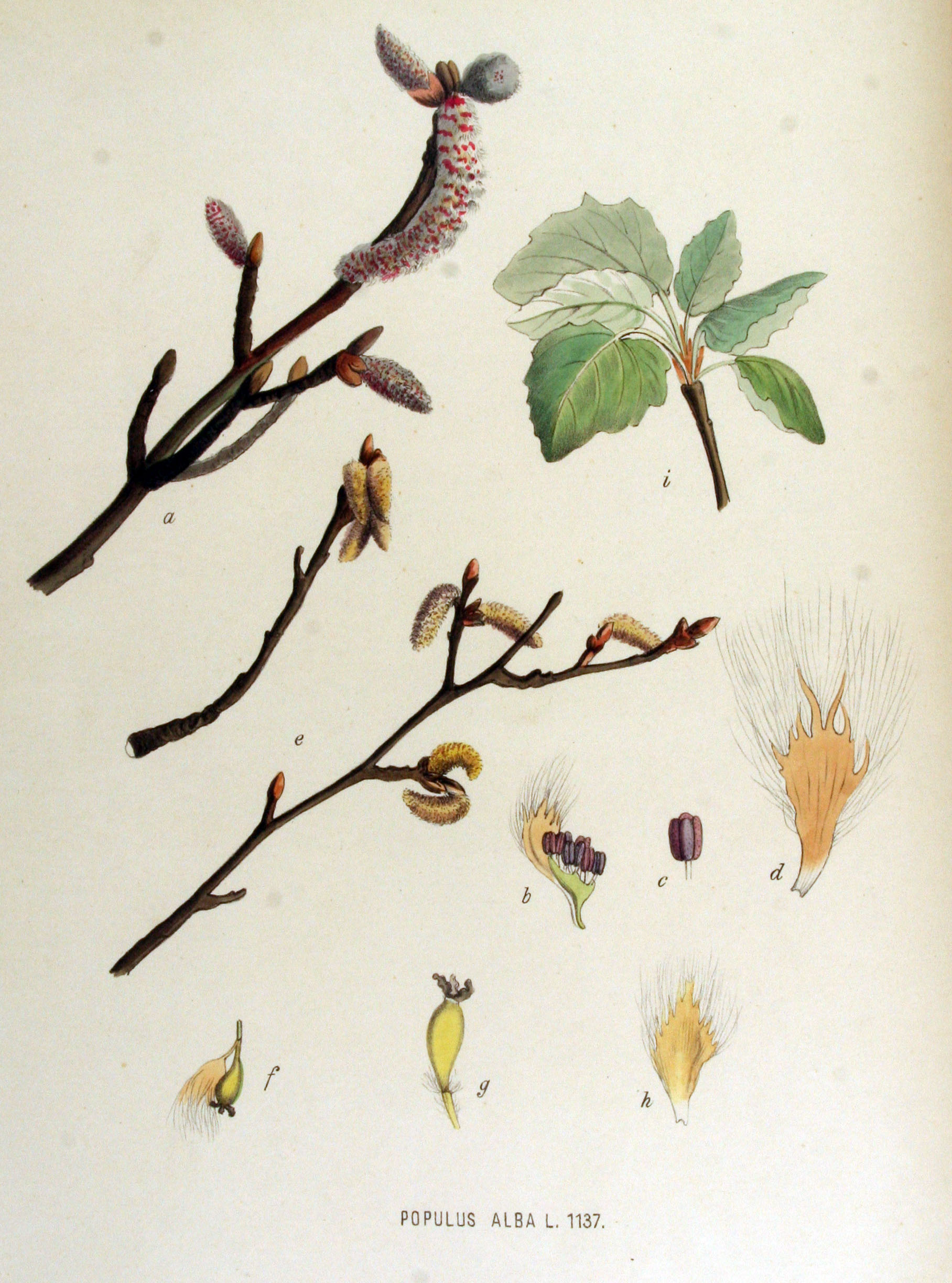
Ilustración

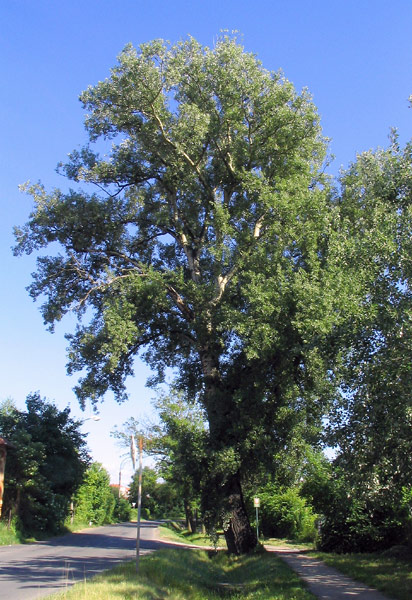
Vista de la planta

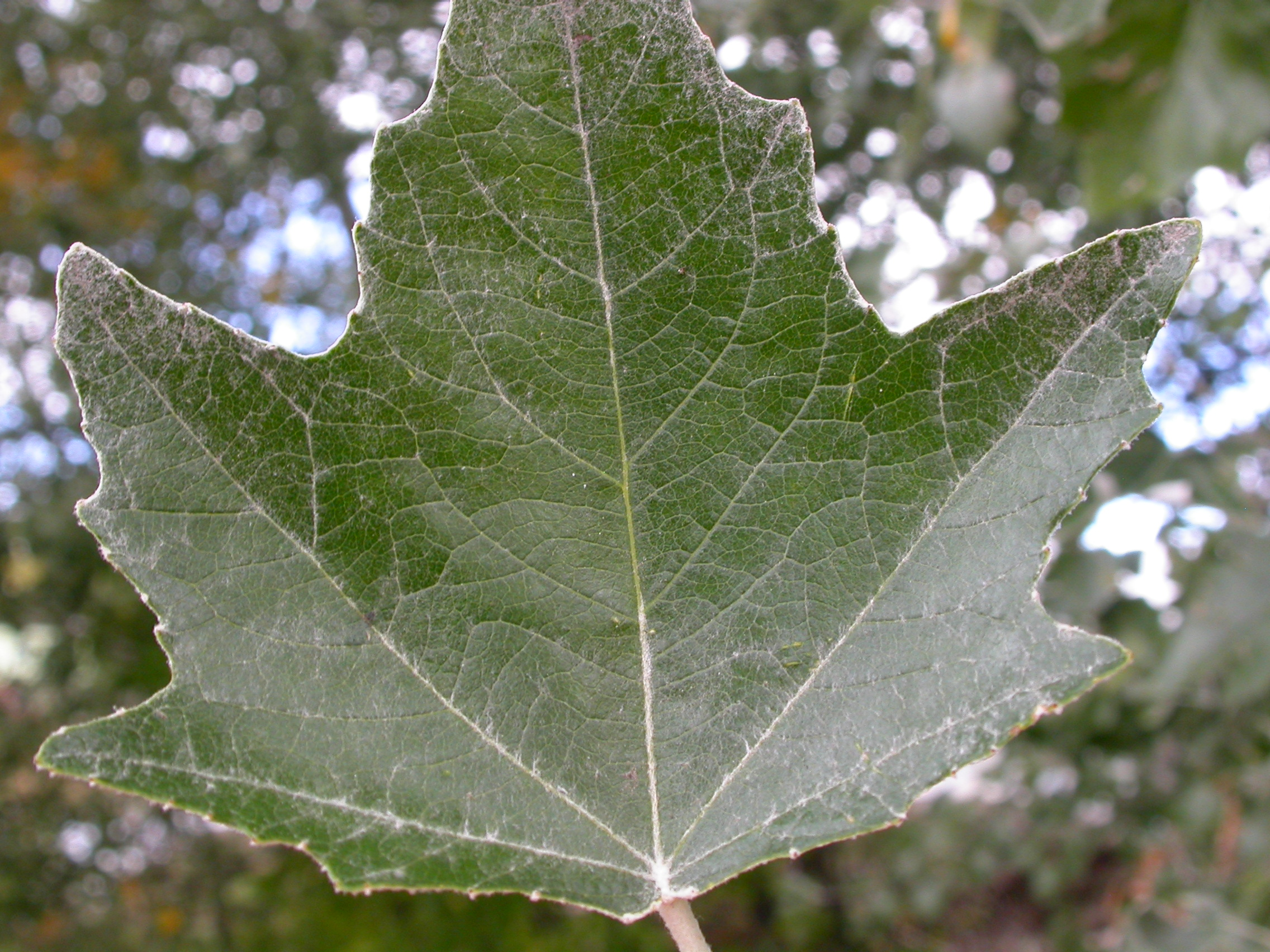
Detalle de la hoja

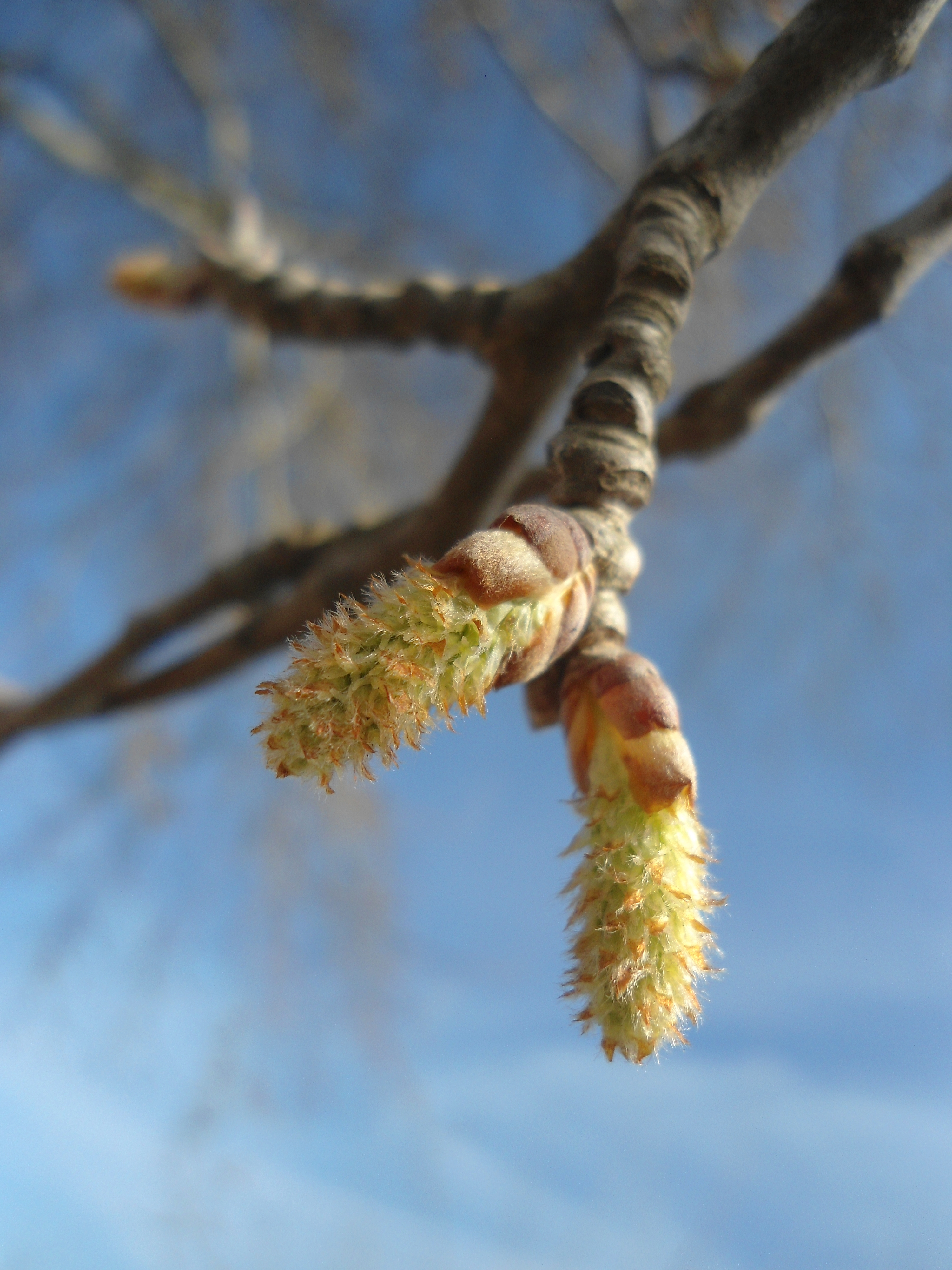
Inflorescencia

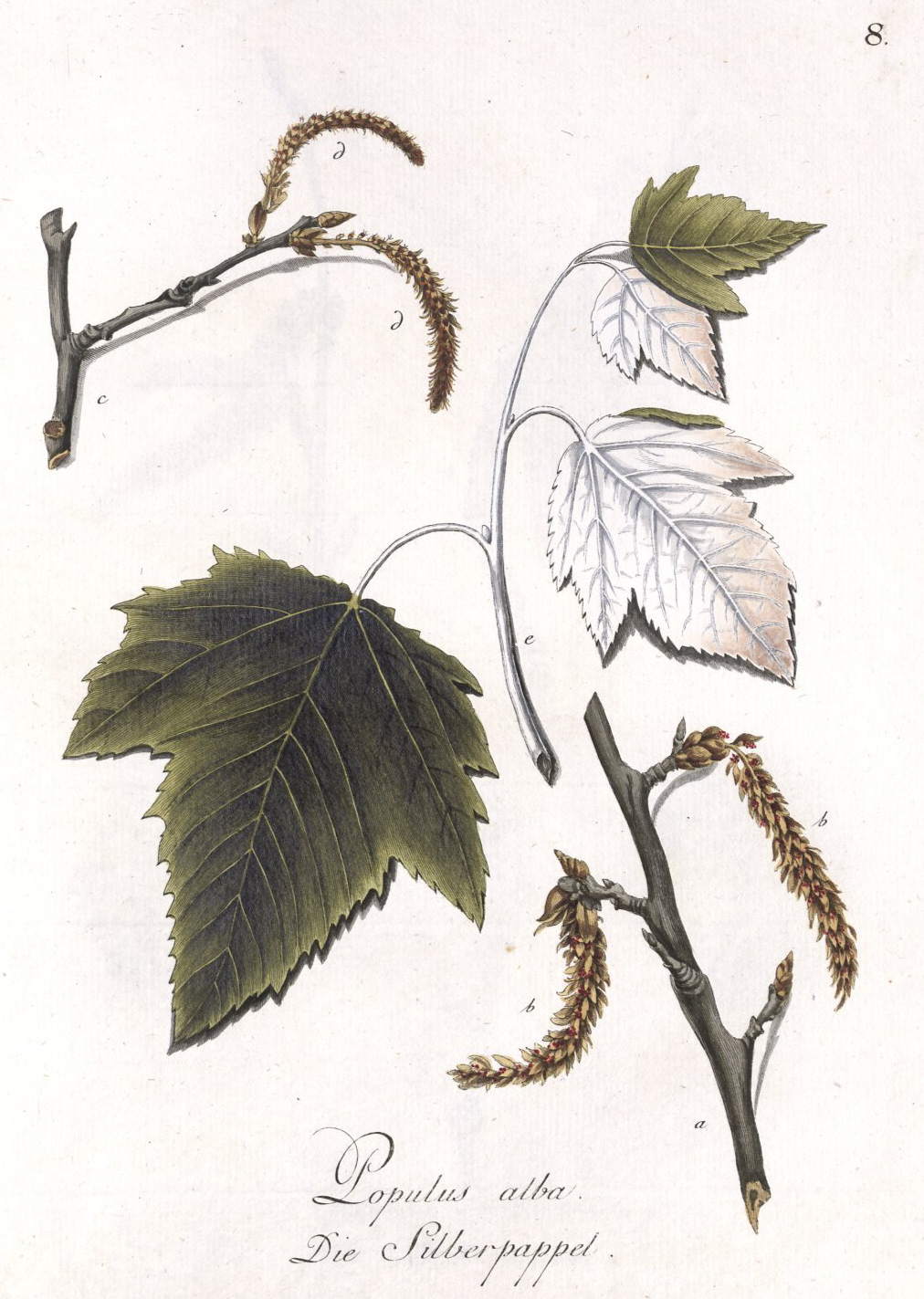
Ilustración

- Árbol caducifolio de rápido crecimiento, de hasta 30 m de altura y 1 m de diámetro, de forma ancha y columnar, de grueso tronco y sistema radical fuerte, con numerosas raíces secundarias largas que emiten multitud de renuevos. Corteza lisa, blanquecina, gris, fisurada, más oscura en la base, con las cicatrices negruzcas de antiguas ramas.

Hojas
- Hojas: caducas, simples, alternas, ovales o palmeadas, de borde dentado; cubiertas en el envés de una capa densa de pelos afieltrados de color blanquecino.
- Hojas tomentosas en las dos caras y en el pecíolo. Hojas variables en los brotes, con 3-5 lóbulos, blancas y pelosas de jóvenes, las adultas con haz verde oscuro, glabro y envés densamente blanco-tomentoso, limbo muy polimorfo.
- Hojas mayores normalmente palmeado-lobuladas, de base acorazonada. Hojas de las ramillas redondeadas o aovadas, poco lobuladas, con menos tomento. Amentos colgantes. Los masculinos de 3-6 cm de longitud, lanosos. Los femeninos más largos y delgados.
En otoño la coloración es marrón o amarillenta.

Flores
- Flores masculinas son grandes y rojizas, en amentos colgantes, flores femeninas son de color amarillo-verdoso sobre pies separados.
- Florece antes de que broten las hojas.

Fruto y semillas
- Fruto en cápsula bivalva, ovoidea y lampiña.
- Semillas con un penacho de pelos.

## Simbología
Véase simbología del álamo

## Cultivo y usos
Cultivo
- Reproducción
  - Se multiplica por esquejes y por renuevos que brotan abundantemente alrededor de un pie adulto.
- Podas
  - Admiten podas enérgicas para reducir la molesta floración para personas alérgicas.
- Suelo
  - Crece en suelos frescos, ricos (pero no tiene grandes requerimientos en cuanto al tipo de suelo, pudiendo vivir en suelos pobres calcáreos) y húmedos en las proximidades de los ríos.
  - Además, son capaces de crecer en un suelo arenoso costero soportando eventuales encharcamientos por agua de mar en su sistema radicular.
- Clima
  - Soporta bien el frío y los calores excesivos con tal de tener aprovisionamiento de agua.
  - Posee un crecimiento rápido.
  - Por la cantidad de renuevos que emite puede competir con otras especies próximas.
  - Sus raíces son agresivas, por lo que debe descartarse su plantación cerca de instalaciones o construcciones.
- Condiciones: los álamos pueden soportar la contaminación y la influencia del mar por lo que es empleado como pantalla de defensa cerca del mar.
- Plagas y enfermedades: saperda, mosca blanca, oidio, hongo yesquero (Polyporus fomentarius)

Usos
- La madera se usa en imaginería, también se usó la corteza para curtir y teñir.
- La madera homogénea de densidad ligera, porosa y de secado fácil y rápido; es resistente a la abrasión y elástica:

La madera se utiliza en carpintería ligera, pasta de celulosa, paneles, embalajes, contrachapeado, cerillas por su lenta combustión, pavimentos, etc.
- La var. pyramidalis Bunge (chopo boleana, Populus bolleana Carr.) posee el tronco uniformemente ramificado casi desde la base y el porte es piramidal. Es muy utilizada en alineaciones por su porte. Soporta suelos pobres, arcillosos o calcáreos. Es oriunda de Turkestán.
- Aplicaciones mágicas: el álamo blanco (Eadha) correspondía a la letra E en el antiguo alfabeto druídico Ogham:

Las yemas y hojas del álamo se llevaban encima para atraer al dinero.
- Se cultiva como árbol ornamental, pero necesitan jardines grandes, en alamedas, usados por el color de su corteza, el contraste de sus hojas y por la agradable sombra que ofrece.
- Muy utilizado como cortavientos y en caminos cerca del mar.
- Popularmente se reconoce al lamagueiro como un árbol con propiedades curativas. Las llagas de hospitalización y otras heridas menos graves pueden curarse utilizando el agua de cocción de sus hojas para lavar las mismas. Si no se dispone de las hojas, la cocción de la corteza también sirve.

## Taxonomía
Populus alba fue descrita por Carlos Linneo  y publicado en Species Plantarum 2: 1034. 1753.
Etimología
Populus: nombre genérico que deriva del latín, 'popular' por ser abundante y en gran cantidad. 
alba: epíteto latíno que significa  'blanco', donde se refiere al color blanco de la cara inferior de las hojas.
Sinonimia
- Octima canescens Raf. 1838
- Populus denudata A.Braun in Hartig, 1850
- Populus bogueana Dode, 1905
- Populus floccosa Dode, 1905
- Populus globosa Dode, 1905
- Populus heteroloba Dode, 1905
- Populus hickeliana Dode, 1905
- Populus megaleuce Dode, 1905
- Populus peroneana Dode, 1905
- Populus triloba Dode, 1905
- Populus berkarensis Poljakov 1950
- Populus excelsa Salisbury 1796 (nom. illeg.)
- Leuce alba (L.) Opiz 1852 (nom. inval.)
- Populus hopeiensis Poljakov, 1950 (nom. inval.), non Hu & H.F.Chow, 1934
- Populus bolleana Lauche
- Populus nivea (Aiton) Willd.[2]

## Nombre común
- Castellano: alemo, blancón, chopo, chopo blanco, chopo silvestre, álamo, álamo alvar, álamo blanco, álamo-blanco, álamo blanquillo, álamo común, álamo plateado, peralejo, pobo, pobo albar, árbol blanco, tiemblo.[3]